# Western United FC
Western United Football Club, conegut comunament com Western United, és un club de futbol amb seu a Wyndham, Melbourne, Austràlia. El club juga a la A-League Men.
Western United es va fundar el 2018 per representar els suburbis occidentals de Melbourne i les ciutats properes de Geelong, Ballarat i Bendigo. És un dels tres clubs de la Lliga A de Melbourne, els altres dos són el Melbourne City i el Melbourne Victory.